# Иберли
Иберли (мкд. Иберли) је насеље у Северној Македонији, у јужном делу државе. Иберлија је насеље у оквиру општине Демир Капија.

## Географија
Иберли је смештена у јужном делу Северне Македоније. Од најближег града, Кавадараца, село је удаљено 35 km источно.
Село Иберли се налази у историјској области Тиквеш. Село је смештено на јужним планина Конечке планине, док јужно од насеља протиче Вардар, који је у овом делу клисураст (клисура Гвоздена Капија). Надморска висина села је приближно 300 метара надморске висине.
Месна клима је измењена континентална са значајним утицајем Егејског мора (жарка лета).

## Становништво
Иберли је према последњем попису из 2002. године била без становника.
Већинско становништво у насељу били су етнички Турци.
Претежна вероисповест месног становништва био је ислам.